# Кућа Танацковића
Кућа Танацковића у Панчеву, подигнута је у другој половини 19. века и представља непокретно културно добро као споменик културе.
Кућа је саграђена као угаони приземни објекат, приближно квадратне основе, са малим двориштем у средини. Грађена је од опеке и кречног малтера. Кров је сложен, са покривачем од бибер црепа. Декоративна обрада је скромна, изведена плитким пластичним украсом, са пиластрима без стилских капитела, двоструким натпрозорним гредама и главним венцем. 
Споменик културе има архитектонско-стилске вредности као објекат са елементима класицизма, у изгледу и декоративној обради. Као саставни део блока панчевачког приобаља, волуменски и стилски је добро уклопљен у амбијент лучког и трговачког дела града.